# Хандшух, Хелен
Хелен Хандшух (англ. Helena Handschuh) — криптограф. Наиболее известная разработка — симметричный блочный криптоалгоритм SHACAL. Помимо этого принимала участие в создании блочного шифра Universal Encryption Standard. С 2009 года работает в Intrinsic-ID (до этого провела 9 лет в Gemplus и 3 года в Spansion). Получила степень доктора философии в области криптографии в ENST. Является автором более 30 статей и соавтором 9 патентов по криптографии и защите информации. Член правления The IACR, The International Association For Cryptologic Research с 2005. Также читает лекции по Smart card security в Royal Holloway University of London и в Лёвенском католическом университете.

## Краткая биография
Хелен получила образование в следующих университетах:
- Ecole Sainte Genevieve (1990—1992, Maths & Physics)
- ENSTA ParisTech — École Nationale Supérieure de Techniques Avancées (1992—1995, Engineer, Networks and Communication)
- École Polytechnique (1995—1996, DEA, Algorithmique)
- Telecom ParisTech (1996—1999, PhD, Cryptography)[1][неавторитетный источник][источник не указан 3148 дней]

После учёбы Хелен работала в компаниях Gemplus, Spansion, Intrinsic-ID Inc., Intrinsic-ID Inc. и Cryptography Research, Inc.

## Атака на SEAL
Симметричный поточный алгоритм шифрования данных, оптимизированный для программной реализации. В 1996 году Хелен Хандшух и Henry Gilbert описали атаки на упрощенную версию SEAL 1.0 и на сам SEAL 1.0. Им потребовалось 230 текстов, каждый длиной в четыре 32-битных слова, чтобы найти зависимость псевдослучайной функции от ключа. В результате, в следующих версиях алгоритма SEAL 3.0 и SEAL 2.0 были сделаны некоторые доработки и изменения. Например, в версии 1.0 каждая итерация с ключевой последовательностью завершалась модификацией только двух регистров, а в версии 3.0 — модифицировались все четыре. Ещё SEAL 3.0 и SEAL 2.0 использовали для генерации таблиц алгоритм SHA-1 (англ. Secure Hash Algorithm-1) вместо первоначального SHA, что сделало их более устойчивыми к криптоанализу.

## UES
В 1999 году Хелен Хандшух и Serge Vaudenay разработали блочный шифр Universal Encryption Standard. Предложен ими, как переходный этап для завершения AES (UES имеет такой же размер блока 128 бит и ключ 128/192/256 бит). Состоит из двух параллельных Triple DES для половин блоков, используя key whitening и key-dependent swapping of bits между блоками.

## SHACAL
Симметричный блочный криптоалгоритм SHACAL разработан в 2000 году группой авторов из компании Gemplus во главе с Хелен Хандшух и Дэвидом Насашем для участия в конкурсе NESSIE. Существует два варианта алгоритма — SHACAL-1 и SHACAL-2, который и стал одним из 17 финалистов NESSIE. SHACAL-1 основан на функции компрессии хеш-алгоритма SHA-1. Выполняется 80 раундов преобразования. 512-битный исходный ключ шифрования делится на 16 фрагментов по 32 бита K0…K15. Остальные фрагменты расширенного ключа K16…K79 вычисляются из первых 16 фрагментов. SHACAL-2 основан на 64 раундах хеш-функции SHA-256 с внутренним состоянием длиной 256 бит. Аналогично алгоритму SHACAL-1, 512-битный исходный ключ шифрования делится на 16 фрагментов по 32 бита, а остальные фрагменты расширенного ключа вычисляются из первых 16 фрагментов. Шифруемый блок данных делится на 8 фрагментов по 32 бит каждый.